# Natuurbeschermingsgebied Köyceğiz-Dalyan

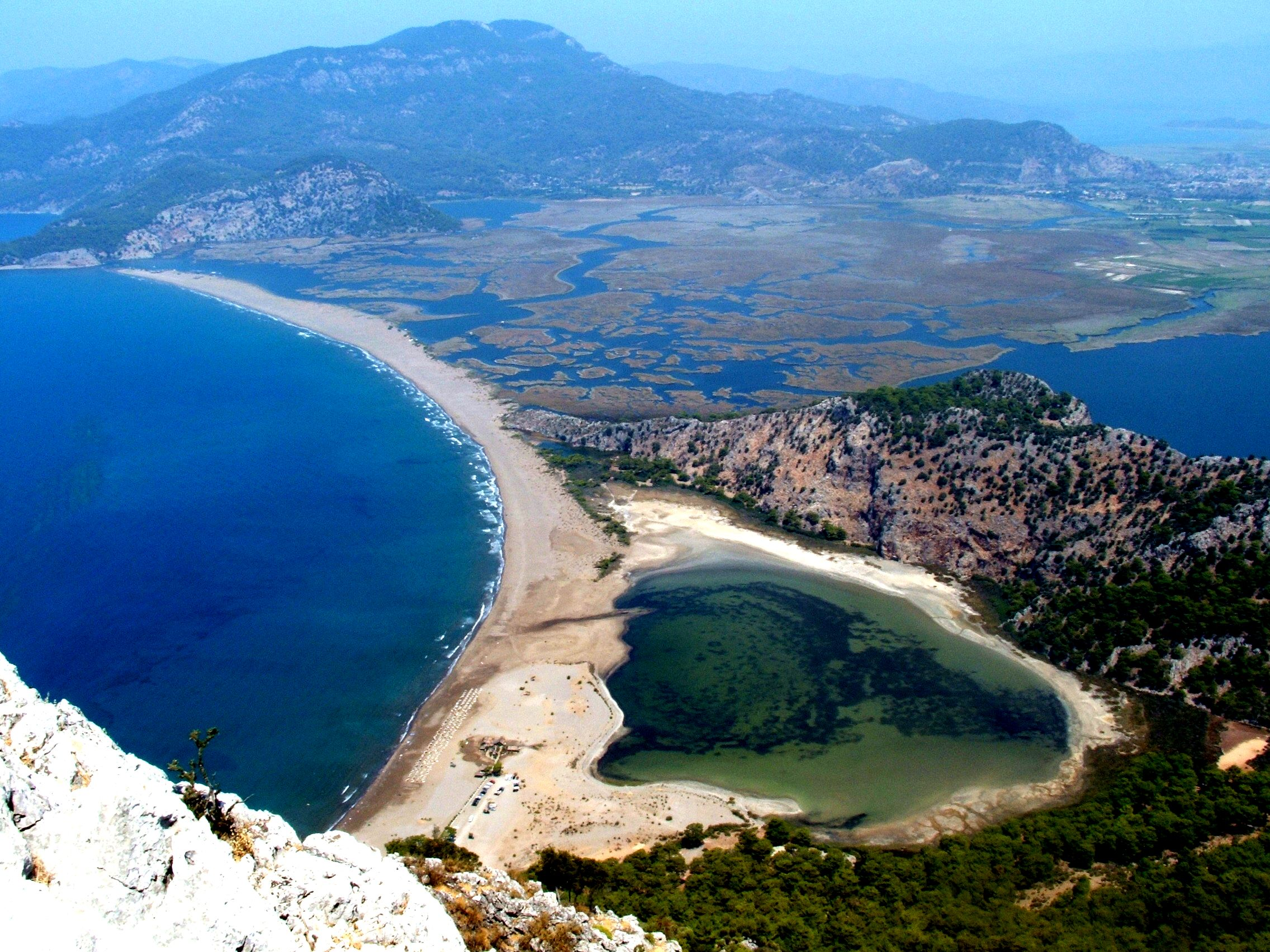
Panorama vanaf Bozburun Tepesi (radarstation boven het Iztuzustrand)

Het natuurbeschermingsgebied Köyceğiz-Dalyan is een beschermd landschap in de Turkse provincie Muğla. Het beslaat een oppervlakte van 461 km² en omvat de districten Köyceğiz, Toparlar, Beyobaşı en Dalyan. In het gebied liggen 17 nederzettingen. De twee belangrijkste hiervan zijn Köyceğiz aan de noordoever van het meer, en het toeristenstadje Dalyan iets bezuiden ervan aan de gelijknamige rivier.
In juni 1988 werd het gebied uitgeroepen tot het eerste beschermde natuurgebied in zijn soort (Özel Çevre Koruma Bölgesi) van Turkije. In 1990 werd het oorspronkelijke natuurbeschermingsgebied in westelijke richting uitgebreid. 
Anno 2014 zijn er in het land veertien natuurgebieden met deze status. Deze gebieden staan onder direct toezicht van de Özel Çevre Koruma Korumu, de Turkse Autoriteit voor Bescherming van Bijzondere Natuurgebieden.

## Geschiedenis
Het gebied kreeg zijn bijzondere status naar aanleiding van een verzoek van prins Philip - toenmalig voorzitter van het Wereld Natuur Fonds - aan de Turkse premier Turgut Özal om de bouw van een hotelcomplex aan het İztuzu-strand stil te laten leggen in afwachting van een milieueffectrapportage. Het strand gold als een van de belangrijkste nestplaatsen van de bedreigde onechte karetschildpad, Caretta caretta. Natuurbeschermers zoals June Haimoff, Günther Peter, David Bellamy, Lily Venizelos, Nergis Yazgan en Keith Corbett liepen te hoop om de bouw van het complex te verhinderen en zo de habitat voor deze zeeschildpad veilig te stellen. Het bouwproject werd in september 1987 stilgelegd voor een milieueffectenrapportage en in 1988 besloot de Turkse regering tot een definitief bouwverbod vanwege de bijzondere waarde van het gebied.
Het betrof niet alleen de natuurlijke waarde van het strand en het belang ervan als zeeschildpaddenhabitat, maar ook de bijzondere cultuurhistorische en geologische betekenis van het achterliggende Köyceğiz-Dalyangebied. In 1990 werd het gebied in westelijke richting uitgebreid. Vanaf 1990 werd de beschermde status van de Köyceğiz-Dalyanregio geconcretiseerd door de opzet van duurzame milieuprojecten, met als doel:
- de biodiversiteit te beschermen en te verrijken;
- milieuverontreiniging tegen te gaan;
- een gezonde balans te bewerkstelligen tussen de ontwikkelingen in de landbouw, industrie en toerisme enerzijds en het milieu anderzijds;
- het grond- en oppervlaktewater in het gebied te beschermen.

## Typering van het gebied

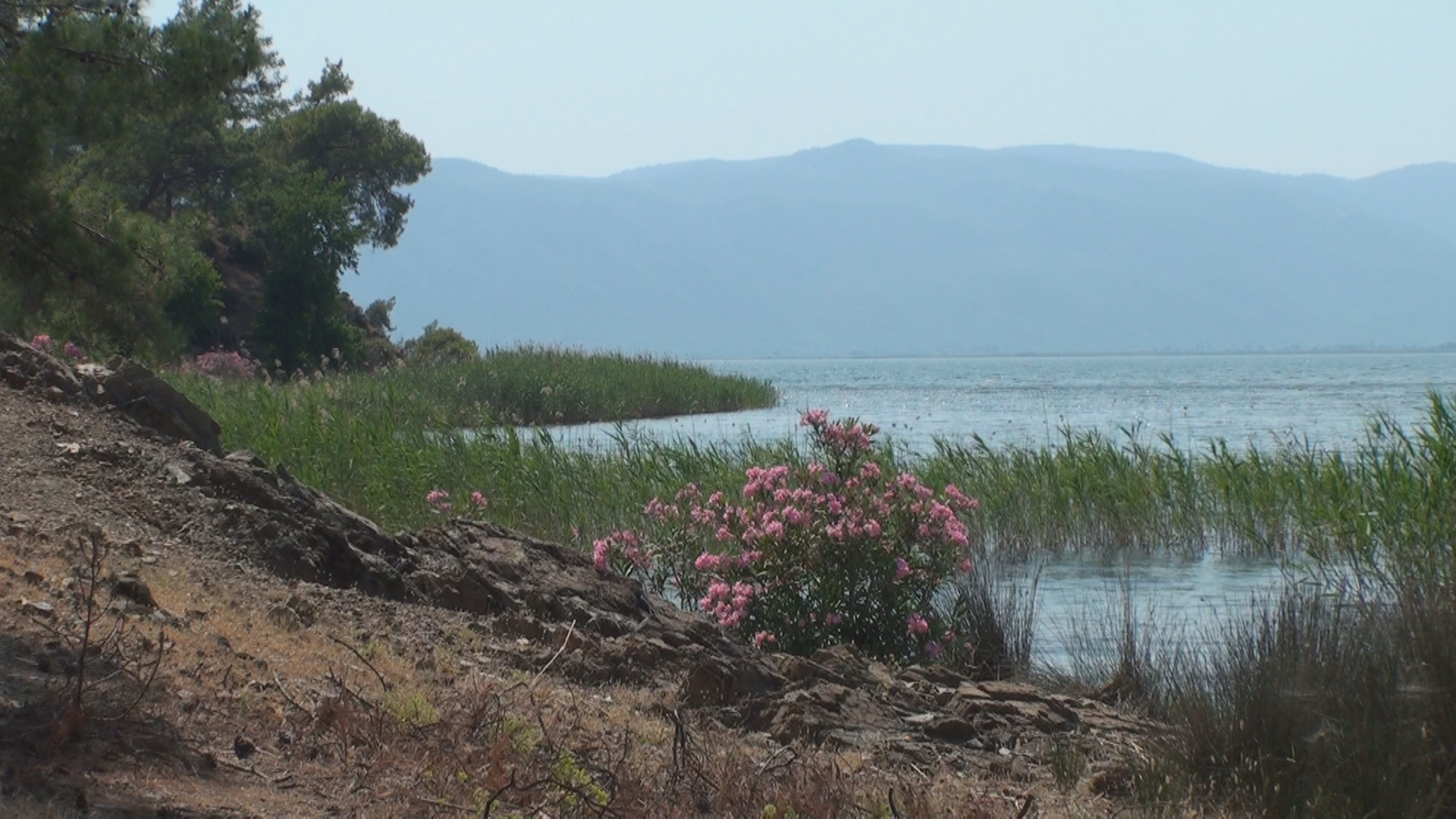
Meer van Köyceğiz

Het gebied bestaat uit verschillende aardkundige structuren rondom het meer van Köyceğiz. Dit meer is een van de grootste kustmeren van Turkije. Het is in de oudheid ontstaan doordat een nieuwgevormde lange duinrand — het İztuzu-strand — het van de zee afgrendelde. Het meer wordt in het noordwesten gevoed door de Namnamrivier en in het oosten door de Yuvarlakçay. Bij deze laatste rivier zijn otters waargenomen.
In het noorden en het westen stromen vanuit de bergen een paar grotere en kleinere beken het meer in.
Ten noordoosten en zuidoosten van het Meer van Köyceğiz bevinden zich laagvlakten, terwijl het meer in andere delen omringd wordt door heuvels. De hoogste hiervan zijn de Ölemez (937 meter) in het zuidwesten, en de Bozburun Tepesi (556 meter) in het zuiden. De heuvels aan de periferie van het gebied zijn overwegend begroeid met Turkse dennen (Pinus brutia).
De grote variatie aan biotopen op een relatief kleine oppervlakte maakt het landschap bijzonder. Men vindt er zoetwatermeren, rivieren en beken en aan de kust een grote brakwaterzone en zandstrand. Naast landbouwgronden met citrusboomgaarden, sesamvelden, katoenplantages en tuinbouwkassen, vindt men er draslanden, uitgestrekte amberboommoerasbossen, dennenbossen en maquisbegroeiing. Het natuurbeschermingsgebied Köyceğiz-Dalyan is onder andere bijzonder vanwege de panoramische vergezichten.

### Draslanden

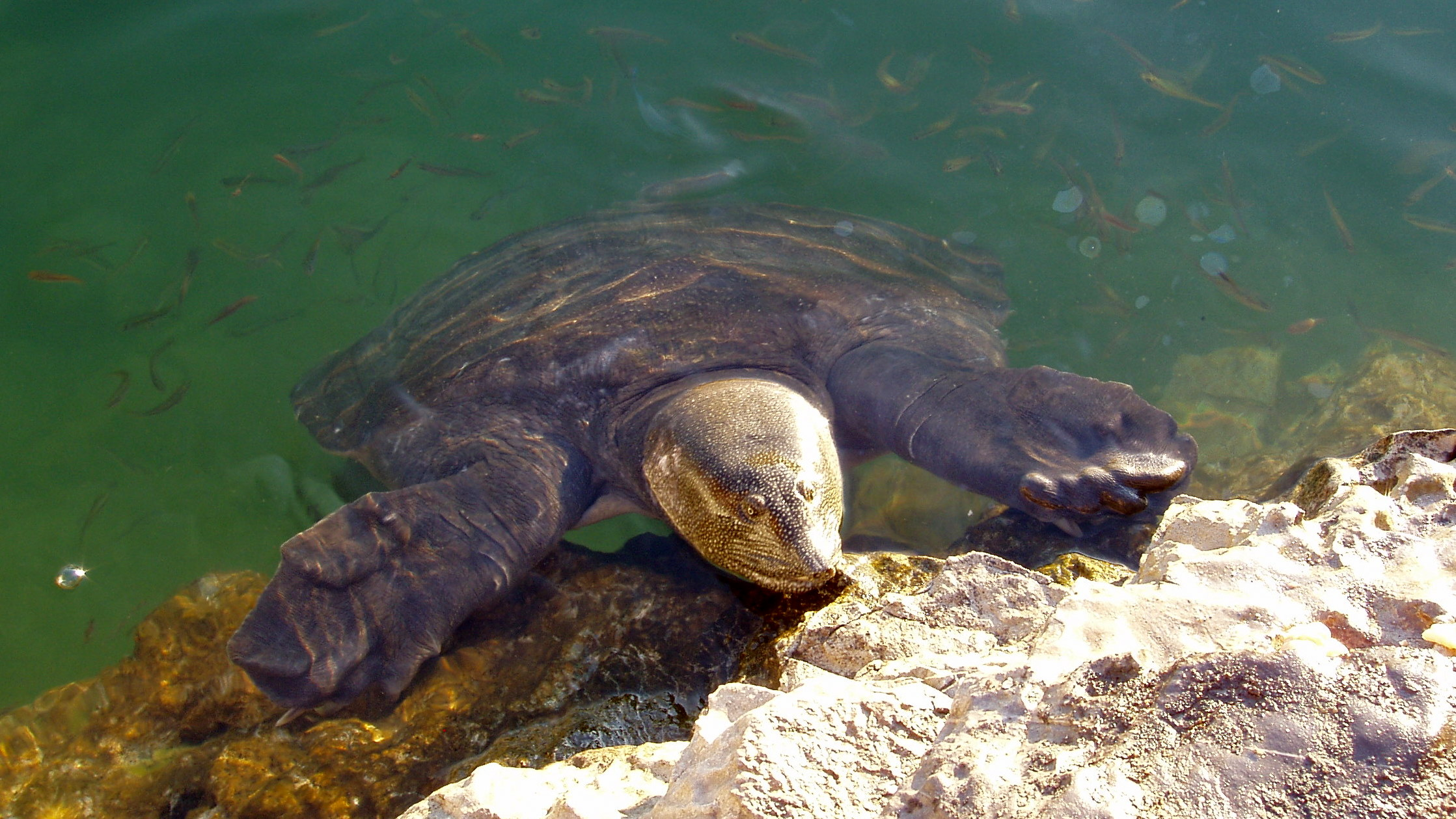
Nijlschildpad vlak bij modderbad aan de Dalyanrivier

Rond het meer bevinden zich talrijke kleine draslanden of wetlands met een rijke vogelstand. Er komen onder andere buidelmezen, arekieten en kwakken voor. De draslanden grenzen vaak direct aan moerasbossen met oosterse amberbomen. De oosterse amberboom is een endemische soort die houdt van een vochtige standplaats en wordt vaak aangetroffen in combinatie met platanen. Een deel van het bosoppervlak is in de laatste decennia verloren gegaan door illegale kap ter uitbreiding van de landbouwgronden. Representatieve amberbossen zijn nog te vinden aan de Yuvarlakçay bij het dorp Kavakarası, aan de oever noordelijk van Sultaniye, ten noordwesten van Hamitköy, bij Köyceğiz en bij Tepearası. De amberbossen worden doorsneden door sloten en hebben veelal een ondergroei van paardenstaart.

### Geologische activiteit
Aan de zuidzijde van het Meer van Köyceğiz loopt een geologische breuklijn van noordwest naar zuidoost, waaraan verscheidene zwavelhoudende thermale waterbronnen liggen. Het enige kuuroord, bij Sultaniye, werd in de jaren 90 gerestaureerd en is sindsdien een populaire toeristische attractie. De watertemperatuur bedraagt er 40 graden Celsius. Behalve de thermale bron is er ook een modderbad. Iets dichter bij Dalyan ligt een tweede modderbad aan een oude arm van de rivier. Vaak kan men hier de Nijlschildpad of Afrikaanse drieklauw (Trionyx triunguis) waarnemen. Het is een warmteminnende soort, die daarom vaak aangetroffen wordt in de buurt van warmwaterbronnen. In het natuurbeschermingsgebied Köyceğiz-Dalyan vindt de eiafzetting plaats aan de brakwaterzijde van het İztuzu-strand. Het Dalyan-Köyceğizbekken is het meest noordwestelijke punt van het verspreidingsgebied van de soort.

### Kaunos
Rivierafwaarts, ter hoogte van Dalyan, bevinden zich de rotsgraven van Kaunos, een oud-Carische stad waarvan de ruïnes zich iets verderop bevinden. Er zijn twee typen rotsgraven, laag in de rots uitgehouwen rotskamers zonder ornamenten en hoger in de rots uitgehouwen graven waarvan de façaden doen denken aan de zuilengangen van Ionische tempels. Deze rijkversierde rotsgraven lijken sterk op de Lycische rotsgraven bij Fethiye en Myra. De eigenlijke stad Kaunos, die in het noorden en noordwesten omringd werd door verdedigingsmuren van 8 meter hoog, bevat resten uit verschillende tijdvakken en verschillende culturen (Helleens, Romeins en Byzantijns). Enkele hoogtepunten zijn het amfitheater, de Akropolis, het Romeinse badhuis en de Byzantijnse basiliek.
Het van oorsprong Hellenistische amfitheater dat net onder de Akropolis ligt, is uitgehakt in de helling van een heuvel. Het werd in Romeinse tijd verhoogd en uitgebreid met opgangen. Het had een capaciteit van 5000 zitplaatsen. De Akropolis die eveneens uit de Helleense periode stamt, werd in de Byzantijnse tijd ommuurd om de inwoners te beschermen tegen Arabische invallen. Vanaf de bovenste rijen van het amfitheater en vanaf de 115 meter hoge ommuurde Akropolis is er een fraai uitzicht over de rivier, de verzande zeehaven van het oude Kaunos Sülüklü Göl(letterlijk het meer met de bloedzuigers), Alagöl (de baai van Çandır), de rietlanden aan de delta en het İztuzu-strand.
Behalve om cultuurhistorische redenen heeft deze locatie een rijkdom aan reptielen, vogels en insecten. Van de 33 reptielensoorten die in het gebied voorkomen, zijn er vele op Kaunos te vinden. Opvallende soorten zijn het hardoen, de scheltopusik, het kameleon, en de pijlslang. De opgraving is verder geliefd bij land- en waterschildpadden. Bijzondere vogels op en rondom Kaunos zijn de rotsklever, de torenvalk, de blauwe rotslijster en de scharrelaar.

### Delta en strand

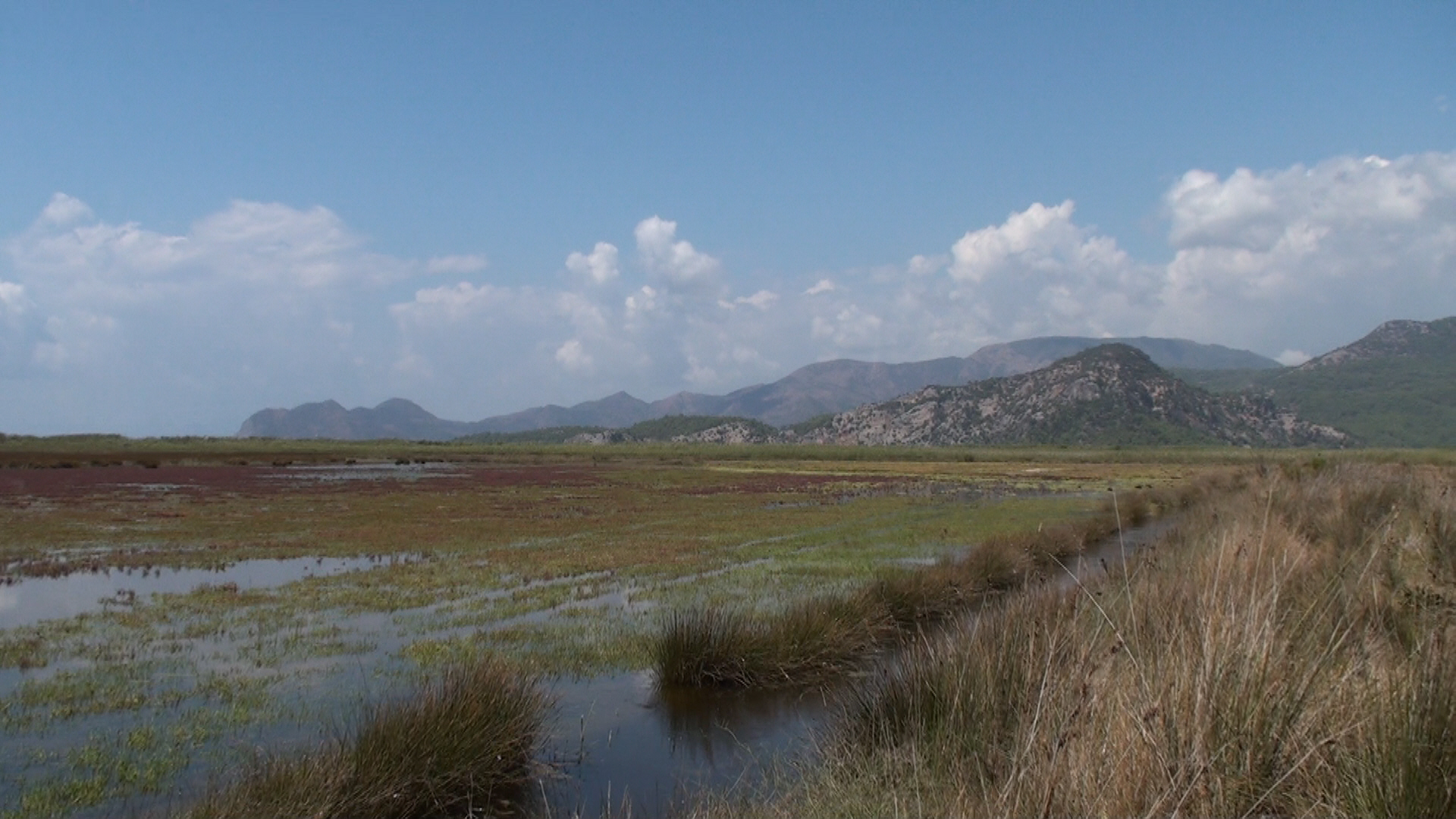
Draslanden bij het Sülüngürmeer

De delta van de Dalyanrivier is een labyrint van vaargeulen door rietvelden. Het is een vogelrijk gebied, waar men onder andere ijsvogelsoorten, de kleine zilverreiger, de grote zilverreiger en de aalscholver kan aantreffen.
Aan de westzijde van de delta bevindt zich Alagöl, de baai van Çandır, die gevoed wordt door een aantal warmwaterbronnen. Mogelijk is de baai mede daarom in het voorjaar (half - eind april) het toneel van de paring van de onechte karetschildpad. De eiafzetting van deze soort vindt vanaf mei plaats aan het İztuzu-strand, een smalle strandtong van circa 4,5 km lengte. 
Met een gemiddeld aantal nesten van circa 200 per jaar, met een spreiding van 57 - 330 over de jaren, is het İztuzu-strand een van de belangrijkste nestplaatsen van de soort in het Middellandse Zeegebied. De beschermingsmaatregelen die er sinds 1988 van kracht zijn blijken, ondanks de enorme toename van het toerisme, succesvol te zijn. Het monitoringsprogramma dat vanaf 1988 uitgevoerd wordt, laat zien dat de populatie stabiel is en het aantal nesten op het strand zelfs licht toeneemt. Sinds mei 2009 bevindt zich op het strand een schildpaddencentrum van de biologiefaculteit van de Pamukkale Universiteit. Tijdens het broedseizoen zijn er studenten en vrijwilligers betrokken bij het monitoren. Ze verrichten tellingen, lokaliseren de nesten en dekken die af met kooien om predatie tegen te gaan. Verder worden gewonde zeeschildpadden die op het strand of in de monding worden aangetroffen naar het centrum gebracht voor behandeling en revalidatie.
Het strand is ook over de weg te bereiken. De route voert langs de draslanden van het Sülüngürmeer dat aan de rivierzijde door een dalyan voor bootverkeer is afgeschermd.
Boven het İztuzu-strand ligt op de Bozburun Tepesi (556 meter hoog) een radarstation, van waaruit men bij helder weer een prachtig panorama uitzicht heeft over vrijwel het gehele natuurbeschermingsgebied Köyceğiz-Dalyan.

## Beoordeling
In 2008 werd het İztuzu-strand door de prestigieuze krant The Times uitgeroepen tot winnaar in de categorie: Best Open Space (Europe) vanwege de ecologisch vriendelijke wijze waarop het strand geëxploiteerd wordt.

In 2011 werden Dalyan en het İztuzustrand door de vakantiebeoordelingssite Zoover uitgeroepen tot beste strandbestemming van Europa.